# Birgit Nilsson (skådespelare)
Birgit Nilsson, född Rut Alice Birgitta Nilsson 24 februari 1922 i Stockholm, död där 6 april 1957, var en svensk skådespelare. Hon har även varit verksam under namnen Birgit Nogert och Birgit Hedlund.

## Filmografi
- 1943 – Kungsgatan
- 1944 – Släkten är bäst
- 1944 – En dotter född
- 1948 – Loffe som miljonär
- 1951 – Poker

## Teaterroller
| År   | Roll        | Produktion                                                                          | Regi           | Teater                      |
| ---- | ----------- | ----------------------------------------------------------------------------------- | -------------- | --------------------------- |
| 1944 | Medverkande | Tjugo svarta fötter, revy Stig Bergendorff och Gösta Bernhard                       | Gösta Terserus | Casinoteatern               |
| 1948 | Medverkande | Välj Odéon, revy Charles Henry, Karl-Ewert och Werner Ohlson                        | Werner Ohlson  | Odeonteatern, Stockholm     |
| 1949 | Medverkande | Färg över stan, revy Charles Henry, Karl-Ewert och Werner Ohlson                    | Werner Ohlson  | Odeonteatern, Stockholm     |
| 1949 | Medverkande | Om ni behagar, revy Charles Henry, Harry Iseborg och Karl-Ewert                     | Werner Ohlson  | Odeonteatern, Stockholm     |
| 1950 | Medverkande | Förtjusningens hus, revy Karl-Ewert, Charles Henry, Harry Iseborg och Werner Ohlson | Werner Ohlson  | Odeonteatern, Stockholm     |
| 1950 |             | Julia i farten Sigge Fischer                                                        | Sigge Fischer  | Tantolundens friluftsteater |
| 1952 |             | Han valsade en sommar Sigge Fischer                                                 | Sigge Fischer  | Tantolundens friluftsteater |